# Chalid Maszal
Chalid Maszal (arab. ‏خالد مشعل‎, ur. 28 maja 1956 w Silwad) – palestyński polityk, fizyk, wykładowca akademicki i terrorysta, szef Biura Politycznego Hamasu (1996–2007). W 2004 roku, po zabójstwie przywódcy Hamasu Abd al-Aziza ar-Rantisiego zajął jego miejsce, zachowując stanowisko, które od tego momentu stało się tożsame z przywódcą organizacji. W 2024 roku, po udanym zamachu na jego następcę Isma’ila Hanijję przez sześć dni pełnił obowiązki szefa Biura Politycznego Hamasu, a po śmierci Jahji Sinwara wszedł w skład tymczasowego komitetu zarządzającego organizacją. Wraz z eliminacją większości kierownictwa podczas wojny Izraela z Hamasem stał się najwyższym ocalałym dygnitarzem. Odpowiedzialny za wprowadzenie Hamasu do głównego nurtu palestyńskiej polityki, przedstawiciel bardziej umiarkowanego skrzydła ugrupowania. Działa na uchodźstwie.

## Życiorys
Urodził się na Zachodnim Brzegu Jordanu. W wieku jedenastu lat razem z rodziną wyjechał do Kuwejtu, gdzie wstąpił do lokalnego oddziału Braci Muzułmańskich. Ukończył studia w zakresie fizyki na Uniwersytecie Kuwejckim, po uzyskaniu dyplomu przez kilka lat był wykładowcą akademickim. W 1987 przystąpił do świeżo utworzonego Hamasu i stanął na czele jego oddziału w Kuwejcie. W 1990 przeniósł się do Jordanii, by pokierować komórką Hamasu w Ammanie. Na tym stanowisku zajmował się umacnianiem kontaktów organizacji z sąsiednimi państwami arabskimi. Zacieśnił współpracę organizacji z Syrią i Iranem, pozyskiwał fundusze prywatnych darczyńców na rozwój programów socjalnych Hamasu w Autonomii Palestyńskiej. Według Izraela zajmował się współorganizowaniem zamachów terrorystycznych Hamasu, częściowo finansując je z uzyskanych darów.
W 1997 Mosad zorganizował zamach na jego życie. Agenci podający się za kanadyjskich turystów otruli Maszala, zostali jednak schwytani, a król Jordanii Husajn zgodził się ich zwolnić, w zamian za dostarczenie antidotum, które powstrzymało działanie trucizny oraz uwolnienie lidera Hamasu Ahmada Jasina.
W 1999 Maszal został zmuszony do opuszczenia Jordanii, a ammańskie biuro Hamasu zostało zamknięte przez rząd tego kraju. Udał się do Syrii. W 2004, po zabójstwie Abd al-Aziza ar-Rantisiego, został wybrany na nowego szefa Biura Politycznego Hamasu, przywódcę organizacji. Jego wybór był przez kilka miesięcy utrzymywany w tajemnicy ze względu na jego bezpieczeństwo, a także dlatego, że autorytet Maszala w Hamasie nie był niekwestionowany. Z uwagi na fakt, że nowy przewodniczący Biura Politycznego przebywał na stałe w Damaszku, a nie w Strefie Gazy, w Hamasie powstały faktycznie dwa konkurencyjne ośrodki decyzyjne.
W 2007 w imieniu Hamasu podpisał porozumienie z Al-Fatahem, chociaż sam uważał tę organizację za zdrajców współpracujących z USA i Izraelem; jego celem miało być utworzenie rządu jedności narodowej w Autonomii Palestyńskiej. W 2011 podpisał kolejne porozumienie, przewidujące wejście Hamasu w skład Organizacji Wyzwolenia Palestyny i bliższą współpracę rywalizujących frakcji palestyńskich. W roku następnym Maszal pierwszy raz przybył do Strefy Gazy. Podczas przemówienia wygłoszonego z okazji 25. rocznicy utworzenia Hamasu zapowiedział, że organizacja nigdy nie uzna istnienia Izraela i wzywał do walki zbrojnej przeciwko niemu. W lutym tego samego roku, z uwagi na wojnę domową w Syrii, opuścił Damaszek i odtąd kierował Hamasem z Kataru i Egiptu.
W 2017 r. na stanowisku zastąpił go Isma’il Hanijja.
Od 1981 jest żonaty, ma siedmioro dzieci.